# Pöckau
Pöckau ist eine Katastralgemeinde der Marktgemeinde Arnoldstein im Gailtal in Kärnten (Österreich). Die rund zehn Kilometer von der Bezirkshauptstadt Villach entfernte Ortschaft zählt 715 Einwohner (Stand 1. Jänner 2024).

## Geographie
Der kleine Ort liegt etwa 2 km östlich von Arnoldstein am Fuße der westlichen Karawanken. Das Dorf liegt direkt an der österreichischen B 83 südlich der A2 und hat einen Bahnhof, an dem Regionalzüge von Villach nach Arnoldstein bzw. Kötschach-Mauthen anhalten.
Der Bach Kokra verläuft vom Steinberg durch die Ortschaft und mündet bei Erlendorf in die Gail. Die Waldlebensräume wurden 2018 als  Europaschutzgebiet unter Schutz gestellt.

## Filialkirche Heiliger Ruprecht

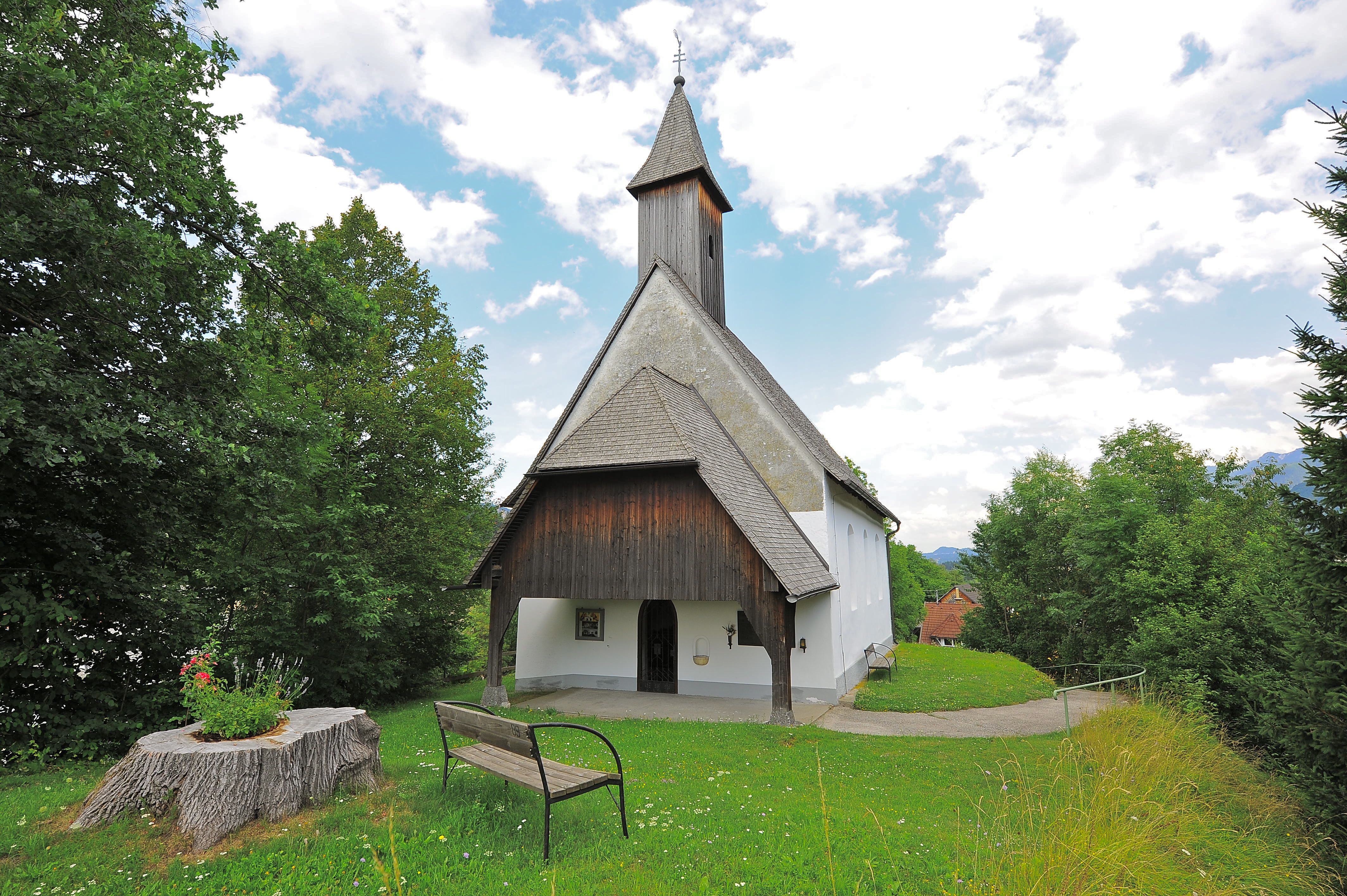
Westansicht der Filialkirche hl. Ruprecht

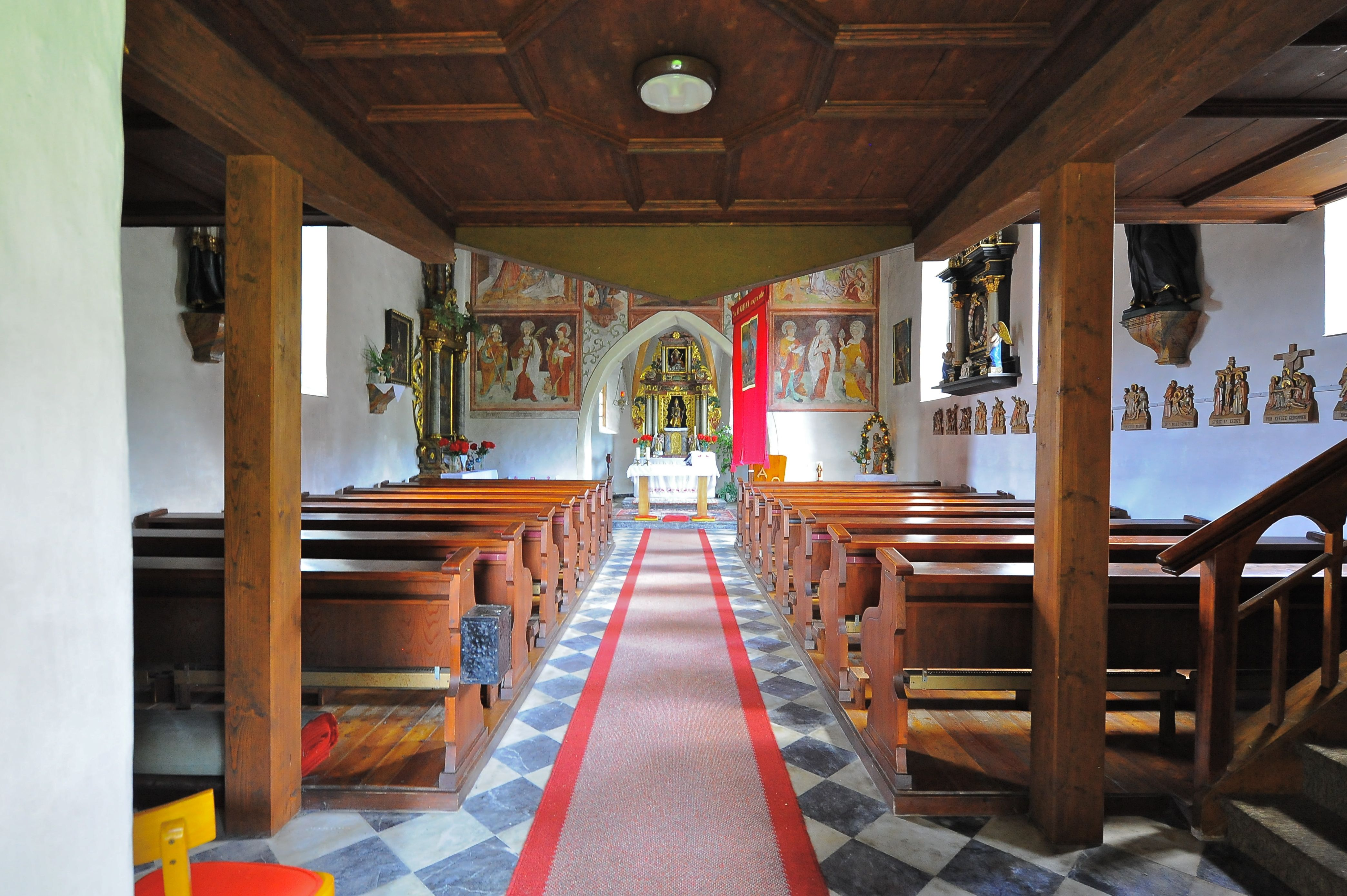
Kirchenraum der Filialkirche hl. Ruprecht

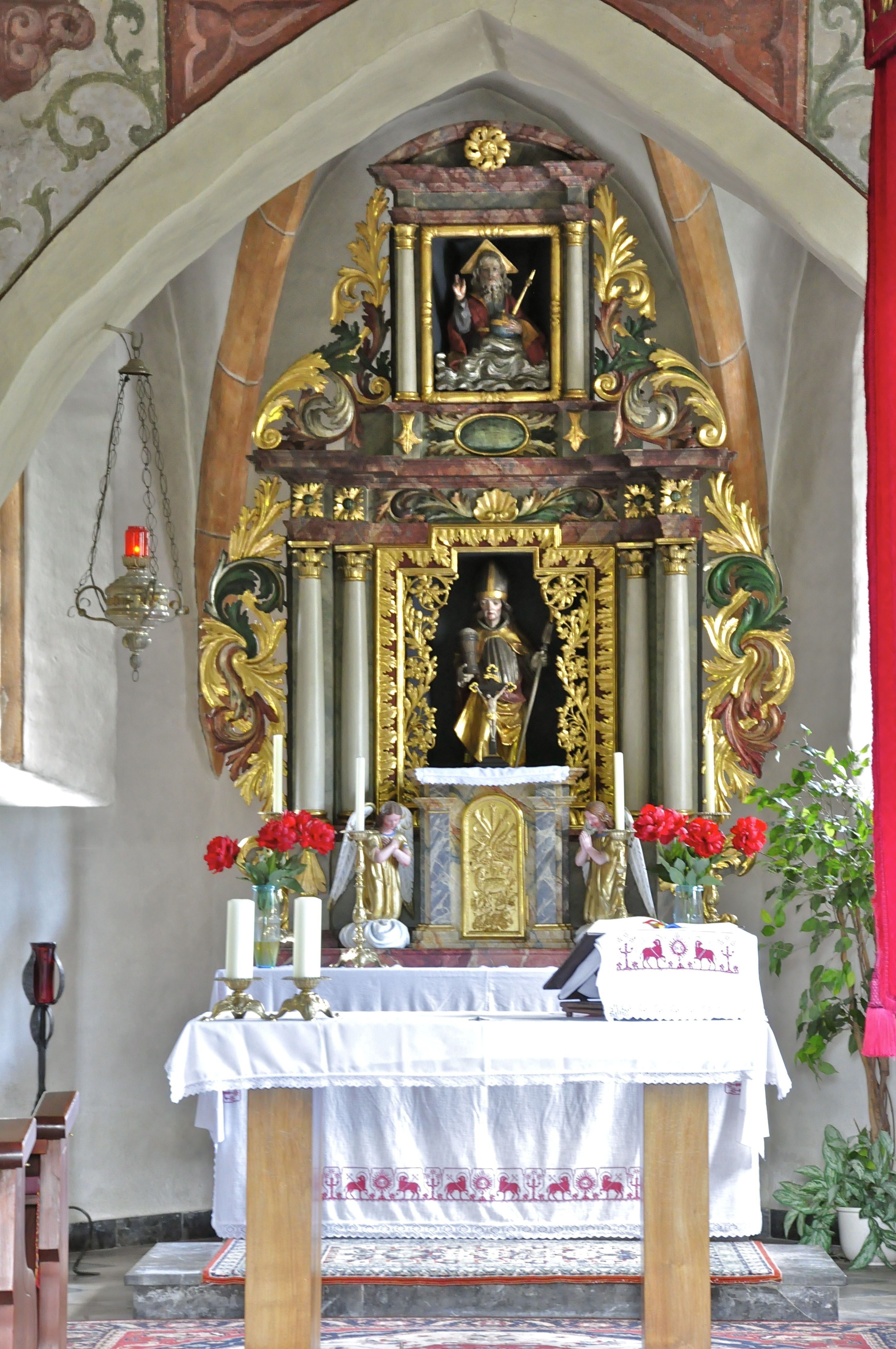
Hochaltar der Filialkirche hl. Ruprecht

Das sakrale Bauwerk wurde vermutlich um 1386 errichtet, 1480 und 1535 urkundlich erwähnt und liegt auf einer kleinen Anhöhe. Eine Restaurierung erfolgte im Jahr 1968. Barockisierter gotischer Bau, Chor des 14. Jahrhunderts eingezogen und niedriger als das barocke Langhaus. Nördlicher barocker Sakristeianbau. An der Südseite des Langhauses drei Rundbogenfenster, im Chorschluss einfache Lanzettfenster mit Maßwerknasen, südlich ein barockes Fenster. Westlich hölzerner Dachreiter und hölzernes Vordach. Spitzbogiges West-Portal erneuert.

### Inneres
Langhaus einschiffig, flach gedeckt. Barocke hölzerne Westempore. Spitzbogiger, eingezogener Triumphbogen mit breiter Laibung. Chor einjochig mit 3/8-Schluss; Kreuzrippengewölbe auf Konsolen, skulptierter Schlussstein.

### Wandmalereien
An der Triumphbogenwand, um 1500; 1968 restauriert. Gemalter Flügelaltar: in der Mitte über dem Triumphbogenscheitel Kruzifix mit Maria und Johannes. Schreinwächter: Heiliger Florian und Georg. Flügelbilder: Links Verkündigung, darunter die Heiligen Valentin, Dorothea und Lukas. Rechts Christus am Ölberg, darunter der hl. Markus, Maria mit Kind und eine weibliche Heilige.

### Einrichtung
Hochaltar Anfang des 18. Jahrhunderts, mit fleischigem Akanthus; Mittelfigur heiliger Rupert wohl 1508 oder 1509, jüngere Villacher Werkstätte, vermutlich frühestes Werk des sogenannten Meister Heinrich; im Aufsatz Gottvater. Seitenaltar an der nördlichen Langhauswand Anfang des 18. Jahrhunderts, Mittelbild heiliger Florian, Aufsatzbild Unterricht Mariä. Seitenaltaraufsatz an der südlichen Langhauswand mit Bild des Schmerzensmannes Ende des 17. Jahrhunderts. Im Langhaus zwei Konsolfiguren 18. Jahrhundert: Heilige Johannes Nepomuk und Franz Xaver. Gemälde Maria mit Kind, um 1700; weiters vielfigurige Kreuzigung und Salbung des heiligen Sebastian, beide spätbarock. Glocke bezeichnet 1494; neue Glocke 1976.

## Wasserkraftwerk Schütt
Pöckau Nummer 65, erbaut 1909–1911. Wehranlage mit vier Durchflussöffnungen, Turbinenhaus und Unterwasserkanal; von vier Francis-Zwillingsschachtturbinen sind drei erhalten. Ein Elektrizitätswerk der Stadt Villach.